# Bradytrophie
 (signalé en mai 2025).
Si vous disposez d'ouvrages ou d'articles de référence ou si vous connaissez des sites web de qualité traitant du thème abordé ici, merci de compléter l'article en donnant les références utiles à sa vérifiabilité et en les liant à la section « Notes et références ».
- Archive Wikiwix
- Bing
- Cairn
- DuckDuckGo
- E. Universalis
- Gallica
- Google
- G. Books
- G. News
- G. Scholar
- Persée
- Qwant
- (zh) Baidu
- (ru) Yandex
- (wd) trouver des œuvres sur Wikidata

Un organisme bradytrophe est un organisme qui présente une difficulté à produire un élément essentiel à sa croissance. C'est habituellement dû au manque d'une enzyme ou à une déficience de cette dernière. Ce manque n'entraîne pas la mort de l'organisme, mais entrave son développement. 

## Sources
- (en) Cet article est partiellement ou en totalité issu de l’article de Wikipédia en anglais intitulé « Bradytroph » (voir la liste des auteurs).